# Guevara Albidari
Guevara Al-Budayri Isaac Ahmad Al-Budayri (en árabe: جيفارا البديري) (Jerusalén,  1976) es una periodista palestina que informa desde Cisjordania para el canal Al Jazeera.

## Trayectoria
Cursó sus estudios de licenciatura en Periodismo y Medios de Comunicación en la Universidad Yarmouk en Jordania.
Fue arrestada por las fuerzas israelíes el 5 de junio de 2021 mientras cubría una sentada en el barrio de Sheikh Jarrah, Jerusalén. Fue violentamente agredida y arrestada junto con el fotógrafo Nabil Mazzawi, que trabajaba con ella, siendo liberada el mismo día por la policía israelí, con impedimento de entrada al barrio de Sheij Yarrah durante 15 días.
Hija del abogado y periodista Isaaq Ahmed Al-Budayri, director de la Casa de Oriente y de Hedaya Al-Kazemi, presidenta de la Asociación Sindical de Mujeres Árabes en Jerusalén. Es hermana del periodista y figura mediática Ahmed Al- Budayri y del abogado Oruba Al-Budayri.